# Stelis maloi
Stelis maloi är en orkidéart som beskrevs av Carlyle August Luer. Stelis maloi ingår i släktet Stelis och familjen orkidéer. Inga underarter finns listade i Catalogue of Life.